# Humanistische Minuskel

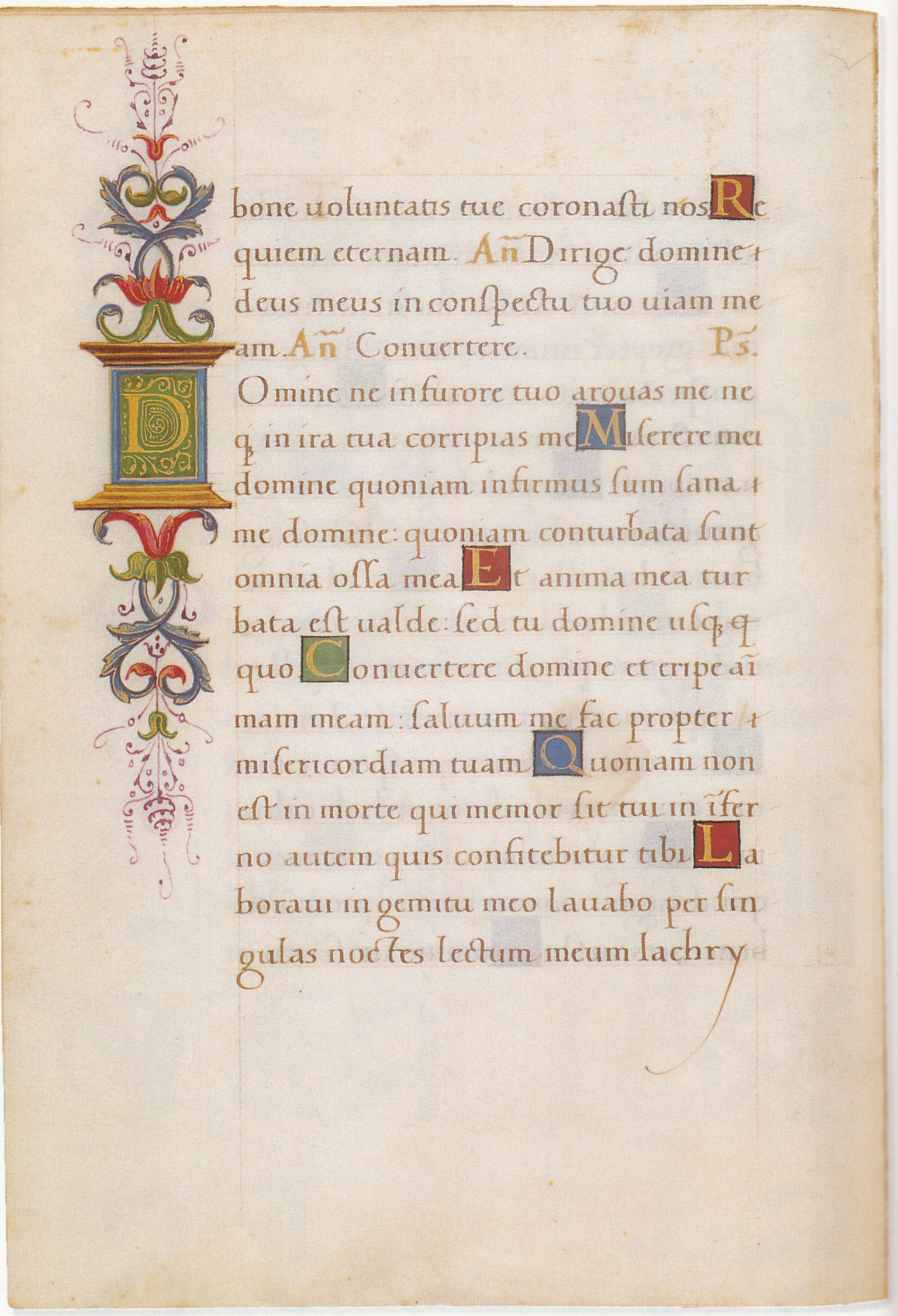
Seite des Stundenbuchs von Giovanni II. Bentivoglio, Bologna, ca. 1497–1500. Humanistische Minuskel mit farbigen Initialen und Dekorationen.

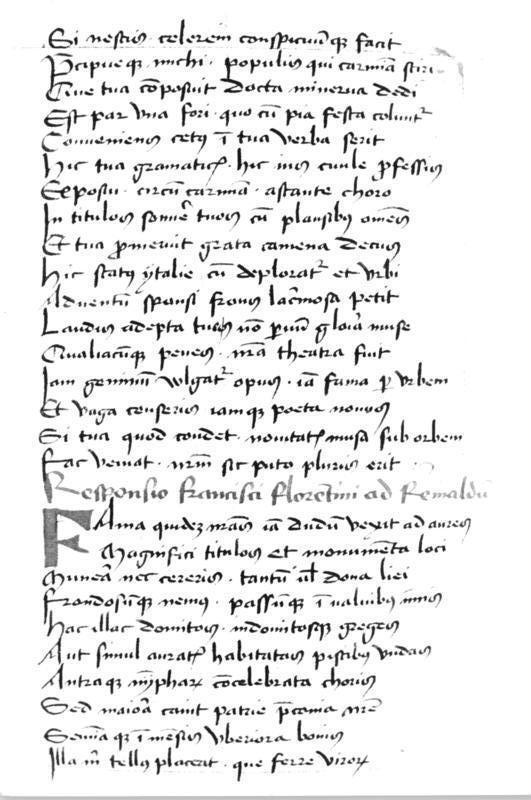
Originalmanuskript eines 1985 in Erfurt entdeckten Gedichts Petrarcas

Die humanistische Minuskel, auch scriptura humanistica, ist eine handgeschriebene Buchschrift, die in weltlichen Kreisen in Italien zu Beginn des 15. Jahrhunderts entwickelt wurde. Aus dieser Minuskelschrift entstanden die Kleinbuchstaben des lateinischen Schriftsystems in der heute üblichen Schrift. 
Die humanistische Minuskel entstand als Gegenentwurf zu den gebrochenen gotischen Buchschriften (gotische Minuskel, Textura, Rotunda) und besitzt runde, ungebrochene Bögen. Schriftgeschichtlich ist sie eine Weiterentwicklung der gotischen Bastarda. Sie zeichnet sich durch Klarheit und gute Lesbarkeit, Ausgewogenheit des Stils und Eleganz aus. Sie basiert auf der karolingischen Minuskel, welche die Renaissance-Humanisten, die von der Idee der Wiederbelebung der Antike begeistert waren, irrtümlich für eine Schrift der römischen Antike hielten. Die Humanisten nannten diese Schrift deshalb litterae antiquae (‚antike Buchstaben‘), im Unterschied zu der gebrochenen Schrift, die sie als litterae modernae (‚moderne Buchstaben‘) bezeichneten.
Aus Italien breitete sich die humanistische Minuskel über den Rest Europas aus. Sie wurde im 15. Jahrhundert für Texte mit humanistischen Inhalten verwendet. Hingegen wurde in diesem Zeitalter weiterhin die gebrochene Schrift verwendet, wenn es um Texte aus den Gebieten der Rechtswissenschaften, Medizin, oder der thomistischen Philosophie ging. Nichtakademische Texte in dieser Epoche hatten wiederum ihre eigenen, separaten Schrifttraditionen.
Der im 15. Jahrhundert aufkommende Buchdruck mit beweglichen Lettern führte zur Geburt einer Satzschrift aus der humanistischen Minuskel kombiniert mit römischen Großbuchstaben: der „Antiqua“.

## Der Anstoß durch Petrarca
Der Mitbegründer des Renaissance-Humanismus Francesco Petrarca (1304–1374) war einer der wenigen Autoren des Mittelalters, die ausführlich über die Handschrift ihrer Zeit schrieben. Er kritisierte in seinem Essay La scrittura die (gebrochene) Gelehrtenhandschrift seiner Zeit. Ihre mühsam einzeln gesetzten Striche und luxuriösen Buchstabenformen würden das Auge auf Distanz erfreuen, aber bei näherer Betrachtung ermüden. Die Schrift wirke, als diene sie einem anderen Ziel, als gelesen zu werden. Für Petrarca verletzte die gebrochene Schrift drei Prinzipien: Schrift solle einfach (castigata), klar (clara) und orthographisch korrekt sein. Petrarcas eigene Handschrift wies gerundete, weichere und breitere Formen auf. Die „Petrarcaschrift“ war noch keine humanistische Minuskel, stieß aber deren Entwicklung an und diente später auch als Vorgänger der Gotico-Antiqua-Satzschriften.
Giovanni Boccaccio (1313–1375) war ein großer Bewunderer Petrarcas. Aus seinem nahen Umfeld verbreitete sich die „halb-gotische“ Handschrift aus der Nachwirkung Petrarcas zu Literaten in Florenz, der Lombardei und Venetien.

## Poggio Bracciolini

Schriftbeispiel der humanistischen Minuskel von Poggio (vor 1459), darunter Nicolas Jensons Antiqua (1470)

Eine Handschriftreform, die weiter als der Kompromiss Petrarcas ging, lag in der Luft. Zum Schöpfer des neuen Stils wurde der Humanist Poggio Bracciolini (1380–1459), ein unermüdlicher Sammler und Erforscher antiker Manuskripte. Er entwickelte die neue humanistische Schrift im ersten Jahrzehnt des 15. Jahrhunderts. Der florentinische Buchhändler Vespasiano da Bisticci vermerkte später in jenem Jahrhundert, dass Poggio ein herausragender Kalligraph von lettera antica war und als Schreiber seinen Lebensunterhalt verdiente – vermutlich bevor er 1403 nach Rom zog, um dort seine Karriere an der Kurie zu beginnen. Berthold Ullman (1882–1965) identifizierte als Schlüsselwerk für die Entwicklung der neuen humanistischen Handschrift eine Transkription des jungen Poggios von Ciceros Epistulae ad Atticum.
Zum Zeitpunkt, als 1418 die Bibliothek der Medici katalogisiert wurde, war bereits fast die Hälfte der Manuskripte in den lettera antica geschrieben. Die neue Schrift wurde von den florentinischen Humanisten und Lehrern Coluccio Salutati (1330–1406) und Niccolò Niccoli (1364–1437) aufgenommen und weiterentwickelt.

## Merkmale der humanistischen Minuskel
Die humanistische Minuskel wird von der richtungsabhängigen Strichstärke des Federkiels geprägt. Ihr Schriftbild ist hell. Die Spitze der Feder wird leicht schräg gehalten. Die Schrift besitzt runde, ungebrochene Bögen. Die Schäfte stehen senkrecht und enden ebenfalls ohne Brechung. Die Schattenachse ist wegen des Federwinkels leicht nach links geneigt. Es gibt außerdem eine Tendenz zur Bildung von Serifen an den Schaftenden, diese sind jedoch schwach ausgeprägt und unaufdringlich.
Das a ist zweistöckig. Das d besitzt einen senkrechten Schaft. Das f endet auf der Grundlinie ohne Unterlänge. Das g ist rund und seine Unterlänge bildet einen abgesetzten Körper (zweistöckiges g). Das h wird in der Regel ohne Bogenverlängerung unter die Grundlinie geschrieben. Das o ist etwa gleich breit wie hoch. Das s wird je nach Stellung im Wort als langes s (ſ) oder Schluss-s geschrieben.
Zur Hervorhebung (Auszeichnung) von Überschriften, Kapitel- oder Satzanfängen wurden die Formen der Capitalis monumentalis von den römischen Inschriften verwendet.

## Von der humanistischen Minuskel zur Antiqua
Mit der Erfindung der Druckpresse durch Johannes Gutenberg um 1450 verbreitete sich der Buchdruck mit beweglichen Lettern von Deutschland über Europa. Dabei wurde die humanistische Minuskel zum Ausgangspunkt für die ersten Satzschriften, die die Versalien der römischen Capitalis monumentalis mit den humanistischen Kleinbuchstaben in einer Schrift kombinierten. Diese Schriften werden nach der zeitgenössischen Bezeichnung „antik“ für die humanistische Minuskel Antiqua genannt. 
Die älteste konkret datierbare Antiqua stammt aus dem Jahr 1464 vom Straßburger Buchdrucker Adolf Rusch. Um 1470 wurden in Venedig die ersten qualitativ überzeugenden Antiqua-Schriften entwickelt. Das bekannteste Exponat dieser Gruppe ist die von Nicolas Jenson um 1470 geschaffene Jenson Antiqua. 
Die Antiqua etablierte sich schließlich als Standardschrift für das lateinische Schriftsystem und ist die heute meistgenutzte Schrift für westliche Sprachen. In ihrer ältesten Form, wie sie typischerweise bis 1530 verwendet wurde, wird sie heute nach DIN 16518 die Venezianische Renaissance-Antiqua genannt.

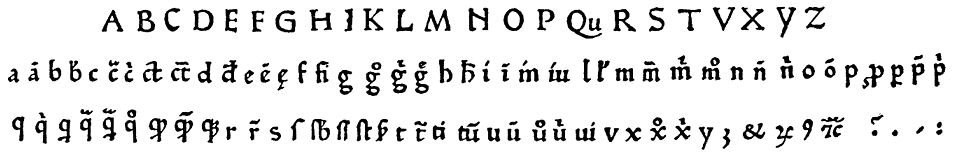
Drucktypen einer Frühform der Antiqua aus dem Jahr 1465
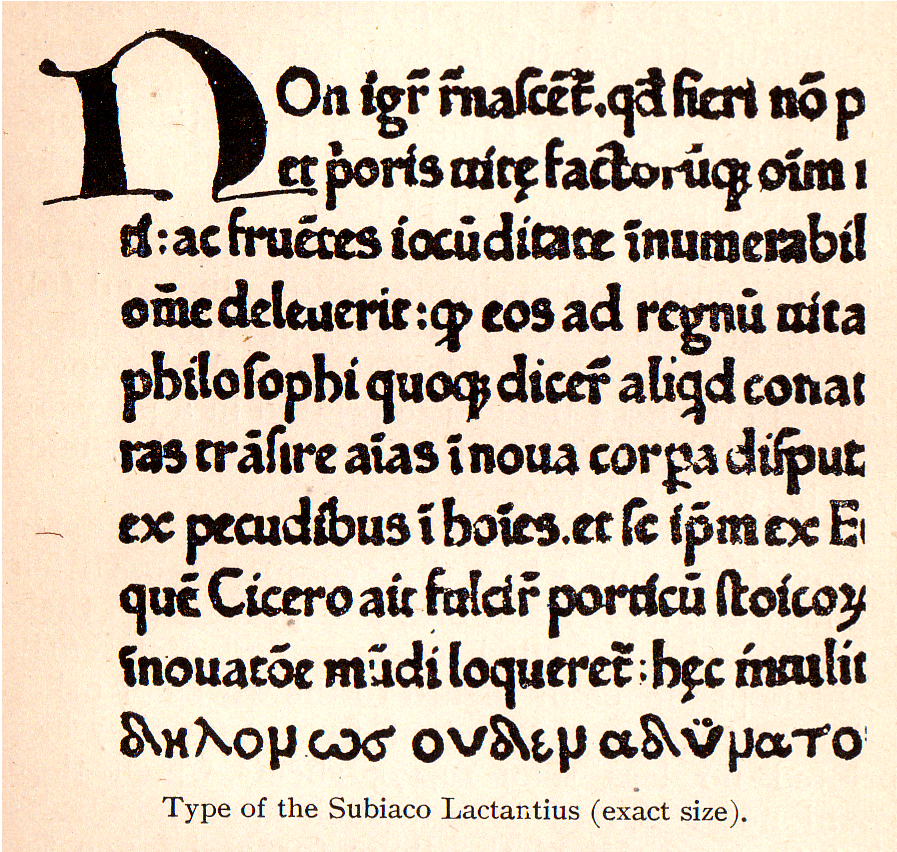
Frühform der Antiqua aus dem Jahr 1465
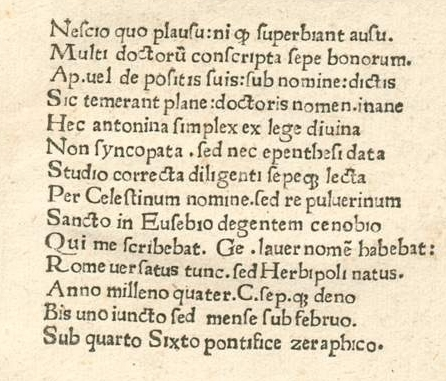
Beispiel einer Antiqua aus dem Jahr 1472
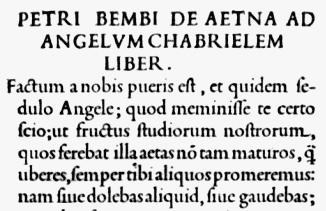
Beispiel der Antiqua-Schrift Bembo aus dem Jahr 1495
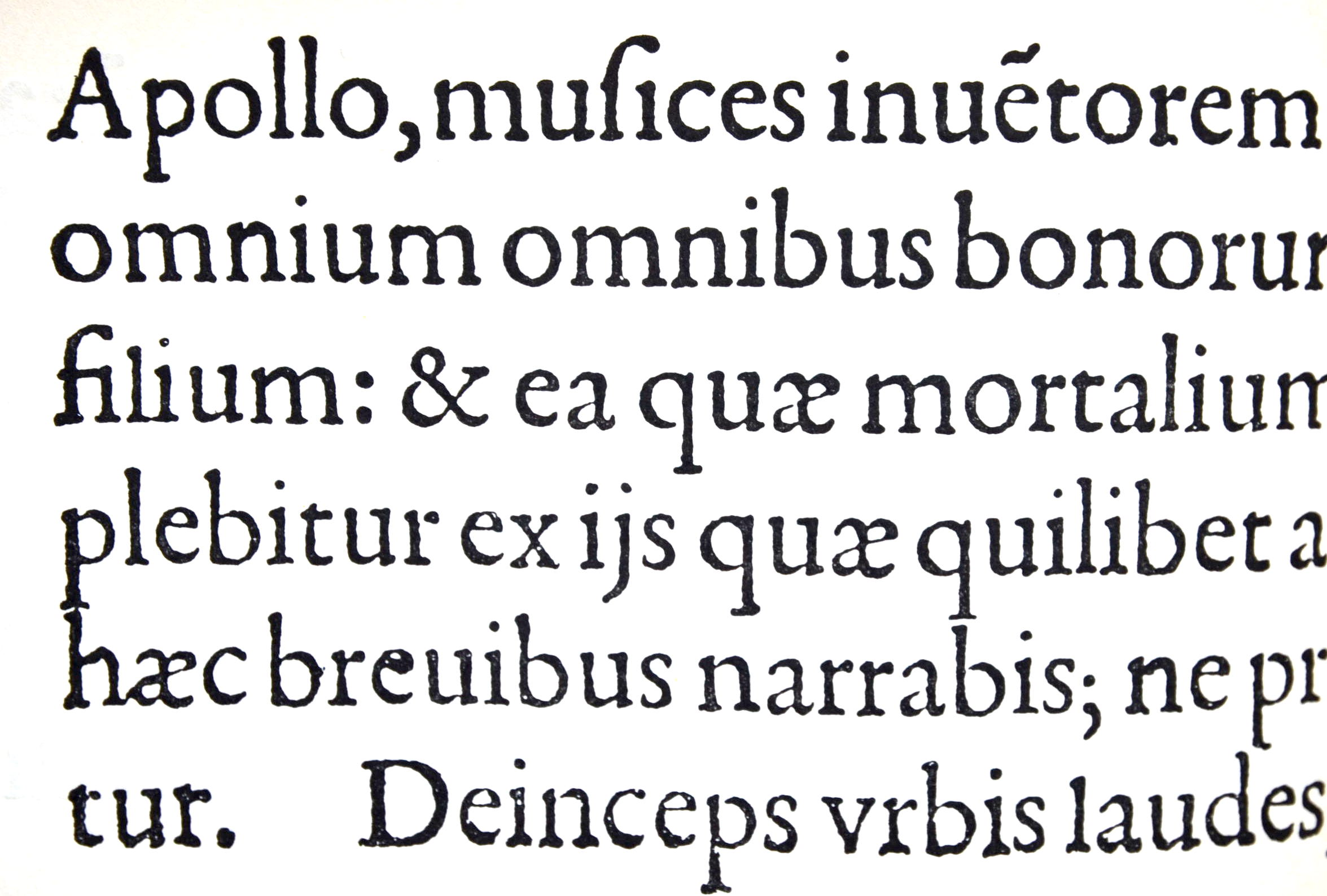
Antiqua von Claude Garamond aus dem Jahr 1544

## Die Entstehung der humanistischen Kursive

Vergleich zwischen der humanistischen Minuskel und der humanistischen Kursive

Die Entwicklung der lateinischen Minuskel

Die von Niccolò Niccoli in den 1420er Jahren entwickelte geneigte humanistische Kursive, eine Schreibschrift, wird gewöhnlich als eine schnell geschriebene Version der humanistischen Minuskel charakterisiert. Jedoch handelt es sich bei dieser weniger um eine kursiv geschriebene humanistische Buchschrift als vielmehr um eine Modifikation der zeitgenössischen gotischen Kanzleischrift, die von der humanistischen Buchschrift beeinflusst wurde. Daher spricht man auch manchmal von der cancelleresca all'antica. Humanisten in Rom entwickelten diese „Kanzleischrift im antiken Stil“ im ausgehenden 15. Jahrhundert weiter. Im frühen 16. Jahrhundert verbreitete der berühmte Schreibmeister Ludovico degli Arrighi kalligrafische Formen davon (Cancellaresca corsiva in seinem Lehrbuch La Operina, 1522).
Die humanistische Kursive wurde wiederum zum Ausgangspunkt für die ersten gedruckten Kursivschriften, die ab 1501 aufkamen. Diese waren kompakter im Satz als die nichtkursiven Antiqua-Typen und wurden populär für den Buchdruck. Erst allmählich löste dann die Antiqua die Kursivschrift als Brotschrift ab. Die Kursivschrift erhielt dafür die Rolle einer besonderen Schrift zur Textauszeichnung einzelner Passagen in einem sonst in Antiqua gesetzten Text.
Aus der humanistischen Kursive entwickelte sich des Weiteren die lateinische Schreibschrift.